# Andrea Temesvári
Andrea Temesvári (Boedapest, 26 april 1966) is een voormalig professioneel tennisspeelster uit Hongarije. Zij begon met tennis toen zij negen jaar oud was. In Hongarije was zij tienmaal landskampioen in de jaren 1983–1996. In de periode 1981–1996 nam zij tienmaal deel aan het Hongaarse Fed Cup-team; zij behaalde daar een winst/verlies-balans van 27–20 – in 2003 was zij captain van dit team.

## Loopbaan
Enkelspel – Op vijftienjarige leeftijd nam zij voor het eerst deel aan een grandslamtoernooi: Roland Garros 1981. In augustus 1983 kwam zij de top-10 binnen, door haar overwinning op het US Clay Courts-toernooi. Eerder dat jaar won zij onder meer het Italian Open in Perugia. Haar hoogste positie op de WTA-ranglijst (zevende) bereikte zij in januari 1984.
Dubbelspel – In 1982 nam zij voor het eerst deel aan een grandslamtoernooi, op Roland Garros. Haar eerste twee WTA-titels behaalde zij op het European Indoor-toernooi in 1984 en 1985. Het jaar daarop pakte zij samen met Martina Navrátilová een grandslamtitel, op Roland Garros 1986. Later dat jaar bereikte zij haar hoogste positie op de WTA-ranglijst: de dertiende plaats.
In de jaren 1987 en 1988 kon Temesvári niet aan het professioneel tennis deelnemen, als gevolg van blessures aan enkel en schouders – zij moest daarvoor enkele operaties ondergaan. Na haar comeback in 1989 behaalde zij in het dubbelspel nog enige titels, waaronder die van het WTA-toernooi van Straatsburg in 1993. Medio 1997 beëindigde zij haar carrière als beroepstennisser. Zij werd in 2002 deeltijdcommentator voor Sports TV.

## Posities op deWTA-ranglijst
Positie per einde seizoen:
| jaar | rang enkelspel | rang dubbelspel |
| ---- | -------------- | --------------- |
| 1983 | 8              | –               |
| 1984 | 14             | –               |
| 1985 | 16             | –               |
| 1986 | 43             | 13              |
|      |                |                 |
| 1989 | 43             | 32              |
| 1990 | 118            | 41              |
| 1991 | 157            | 77              |
| 1992 | 70             | 89              |
| 1993 | 153            | 57              |
| 1994 | 132            | 47              |
| 1995 | 92             | 71              |
| 1996 | 181            | 124             |
| 1997 | 942            | 283             |

## Palmares
| Legenda                |
| ---------------------- |
| Grandslamtoernooi      |
| Olympische Spelen      |
| Year-End Championships |
| Tier I                 |
| Tier II                |
| Tier III               |
| Tier IV & V            |

### WTA-finaleplaatsen enkelspel
| nr.              | finale     | toernooi         | ondergrond    | tegenstandster    | score    |
| ---------------- | ---------- | ---------------- | ------------- | ----------------- | -------- |
| gewonnen finales |            |                  |               |                   |          |
| 1.               | 1982-03-07 | WTA Hershey      | hardcourt (i) | Catherine Tanvier | 6-4, 6-2 |
| 2.               | 1983-05-08 | WTA Perugia      | gravel        | Bonnie Gadusek    | 6-1, 6-0 |
| 3.               | 1983-07-10 | WTA Hittfeld     | gravel        | Eva Pfaff         | 6-4, 6-2 |
| 4.               | 1983-08-07 | WTA Indianapolis | gravel        | Zina Garrison     | 6-2, 6-2 |
| 5.               | 1985-07-28 | WTA Indianapolis | gravel        | Zina Garrison     | 7-6, 6-3 |
| verloren finales |            |                  |               |                   |          |
| 1.               | 1982-05-16 | WTA Lugano       | gravel        | Chris Evert-Lloyd | 0-6, 3-6 |
| 2.               | 1989-08-20 | WTA Mahwah       | hardcourt     | Steffi Graf       | 5-7, 2-6 |

### WTA-finaleplaatsen vrouwendubbelspel
| nr.              | finale     | toernooi            | ondergrond    | partner             | tegenstandsters                      | score         |         |
| ---------------- | ---------- | ------------------- | ------------- | ------------------- | ------------------------------------ | ------------- | ------- |
| gewonnen finales |            |                     |               |                     |                                      |               |         |
| 1.               | 1984-11-04 | WTA Zürich          | tapijt (i)    | Andrea Leand        | Claudia Kohde-Kilsch Hana Mandlíková | 6-1, 6-3      |         |
| 2.               | 1985-11-03 | WTA Zürich          | hardcourt (i) | Hana Mandlíková     | Claudia Kohde-Kilsch Helena Suková   | 6-4, 3-6, 7-6 |         |
| 3.               | 1986-04-06 | WTA Marco Island    | gravel        | Martina Navrátilová | Kathy Jordan Elise Burgin            | 7-5, 6-2      |         |
| 4.               | 1986-06-08 | Roland Garros       | gravel        | Martina Navrátilová | Steffi Graf Gabriela Sabatini        | 6-1, 6-2      | details |
| 5.               | 1989-04-23 | WTA Tampa           | gravel        | Brenda Schultz      | Elise Burgin Rosalyn Fairbank        | 7-6, 6-4      |         |
| 6.               | 1993-05-23 | WTA Straatsburg     | gravel        | Shaun Stafford      | Jill Hetherington Kathy Rinaldi      | 6-7, 6-3, 6-4 |         |
| 7.               | 1995-07-30 | WTA Maria Lankowitz | gravel        | Silvia Farina       | Alexandra Fusai Wiltrud Probst       | 6-2, 6-2      |         |
| verloren finales |            |                     |               |                     |                                      |               |         |
| 1.               | 1986-05-18 | WTA Berlijn         | gravel        | Martina Navrátilová | Steffi Graf Helena Suková            | 5-7, 2-6      |         |
| 2.               | 1990-04-15 | WTA Amelia Island   | gravel        | Regina Rajchrtová   | Mercedes Paz Arantxa Sánchez Vicario | 6-7, 4-6      |         |
| 3.               | 1994-02-20 | WTA Parijs          | tapijt (i)    | Mary Pierce         | Sabine Appelmans Laurence Courtois   | 4-6, 4-6      |         |

## Resultaten grandslamtoernooien
| Legenda | Legenda                          |
| ------- | -------------------------------- |
| g.t.    | geen toernooi gehouden           |
| l.c.    | lagere categorie                 |
| –       | niet deelgenomen                 |
| G       | uitgeschakeld in de groepsfase   |
| 1R      | uitgeschakeld in de eerste ronde |
| 2R      | uitgeschakeld in de tweede ronde |
| 3R      | uitgeschakeld in de derde ronde  |
| 4R      | uitgeschakeld in de vierde ronde |
| KF      | uitgeschakeld in de kwartfinale  |
| HF      | uitgeschakeld in de halve finale |
| F       | de finale verloren               |
| W       | het toernooi gewonnen            |
| w-v     | winst/verlies-balans             |

### Enkelspel
| toernooi        | 1981 | 1982 | 1983 | 1984 | 1985 | 1986 |    | 1989 | 1990 | 1991 | 1992 | 1993 | 1994 | 1995 | 1996 |
| --------------- | ---- | ---- | ---- | ---- | ---- | ---- | -- | ---- | ---- | ---- | ---- | ---- | ---- | ---- | ---- |
| Australian Open | –    | –    | –    | 3R   | –    | g.t. | 3R | 2R   | –    | –    | 2R   | –    | –    | 1R   |      |
| Roland Garros   | 1R   | 3R   | 4R   | 2R   | 1R   | 2R   | 2R | 3R   | 2R   | –    | 1R   | –    | 1R   | 2R   |      |
| Wimbledon       | –    | 3R   | 3R   | 4R   | 2R   | –    | 1R | 1R   | 1R   | –    | 1R   | –    | 2R   | –    |      |
| US Open         | –    | 3R   | 3R   | 3R   | 2R   | 2R   | 3R | 1R   | 1R   | 1R   | –    | 1R   | 1R   | –    |      |

### Vrouwendubbelspel
| toernooi        | 1981 | 1982 | 1983 | 1984 | 1985 | 1986 |    | 1989 | 1990 | 1991 | 1992 | 1993 | 1994 | 1995 | 1996 | 1997 |
| --------------- | ---- | ---- | ---- | ---- | ---- | ---- | -- | ---- | ---- | ---- | ---- | ---- | ---- | ---- | ---- | ---- |
| Australian Open | –    | –    | –    | 1R   | –    | g.t. | 1R | HF   | –    | 1R   | 1R   | –    | –    | 1R   | –    |      |
| Roland Garros   | 2R   | 2R   | –    | 2R   | HF   | W    | HF | KF   | 1R   | –    | 3R   | –    | 1R   | 2R   | 1R   |      |
| Wimbledon       | –    | 2R   | 3R   | 2R   | KF   | –    | KF | –    | 2R   | –    | 3R   | –    | 2R   | 2R   | –    |      |
| US Open         | –    | 2R   | 3R   | 3R   | 1R   | 3R   | 1R | 1R   | 1R   | –    | –    | 1R   | 1R   | 1R   | –    |      |